# ستبلوو (شهرستان کراپکوویتسه)
ستبلوو (به لهستانی:  Steblów) یک روستا در لهستان است که در گمینا کراپکوویتسه واقع شده‌است. ستبلوو ۱٬۱۰۰ نفر جمعیت دارد.